# سارا رایت
سارا فی رایت اولسن (انگلیسی: Sarah Fay Wright Olsen؛ زادهٔ ۲۸ سپتامبر ۱۹۸۳) بازیگر آمریکایی است. او بیشتر به‌موجب ایفای نقش میلیسنت گرگیچ در مجموعۀ کمدی موقعیت پارک‌ها و تفریحات شناخته‌می‌شود.

## فیلم‌شناسی

### فیلم
| سال  | عنوان                    | نقش                      | توضیحات |
| ---- | ------------------------ | ------------------------ | ------- |
| ۱۹۹۸ | طلسم‌شده                  | دوست‌دختر دبیرستانی دیوید |         |
| ۲۰۰۶ | تمام چیزی که داری        | لورن مک‌دونالد            |         |
| ۲۰۰۸ | ساقدوش                   | بلوند جذاب               |         |
| ۲۰۰۸ | وینرز                    | لوندر                    |         |
| ۲۰۰۸ | خانه خرگوشی              | اشلی                     |         |
| ۲۰۰۸ | پیمایشگر، شخص            | استیسی                   |         |
| ۲۰۱۲ | تاچ‌بک                    | جنی                      |         |
| ۲۰۱۲ | سلست و جس برای همیشه     | ترا                      |         |
| ۲۰۱۳ | ۲۱ و بیشتر               | نیکول                    |         |
| ۲۰۱۴ | گام شرمسارانه            | دنیس                     |         |
| ۲۰۱۷ | ساخت آمریکا              | لوسی سیل                 |         |
| ۲۰۱۹ | جایی که کلمات محو می‌شوند | سارا / شوالیه            |         |

### تلویزیون
| سال       | عنوان                          | نقش            | توضیحات                   |
| --------- | ------------------------------ | -------------- | ------------------------- |
| ۲۰۰۴–۲۰۰۵ | پنج‌قلو‌ها                       | پیج چیس        |                           |
| ۲۰۰۵      | سی‌اس‌آی: میامی                  | سارا           | قسمت: «طعمه»              |
| ۲۰۰۵      | دنیای مالکوم                   | ویکی           | قسمت: «دوست‌پسر مخفی»      |
| ۲۰۰۶–۲۰۰۷ | آسمان هفتم                     | جین            |                           |
| ۲۰۰۸      | مد من                          | سوزی           | قسمت: «میدنفورم»          |
| ۲۰۰۹      | آشنایی با مادر                 | کلر            | قسمت: «دفترچه»            |
| ۲۰۰۹      | در انتظار مرگ                  | برندی          | فیلم تلویزیونی            |
| ۲۰۱۰      | عشق واقعی                      | تیفانی         | فیلم تلویزیونی            |
| ۲۰۱۱      | عشق دیوانه‌وار                  | تیفانی مک‌درموت |                           |
| ۲۰۱۱      | دستیاران                       | تینا           | فیلم تلویزیونی            |
| ۲۰۱۱–۲۰۱۳ | پارک‌ها و تفریحات               | میلیسنت گرگیچ  |                           |
| ۲۰۱۲      | پایان خوش                      | نیکی           |                           |
| ۲۰۱۲      | دره شاد                        | اگنس           | فیلم تلویزیونی            |
| ۲۰۱۳      | مردان در محل کار               | مولی           |                           |
| ۲۰۱۳      | به ج… آپارتمان ۲۳ اعتماد نکنید | تریش ازبورن    |                           |
| ۲۰۱۳      | سلام خانم‌ها                    | کورتتی         | قسمت: «آغازین»            |
| ۲۰۱۴      | میکسولوژی                      | لورا           |                           |
| ۲۰۱۴–۲۰۱۵ | با من ازدواج کن                | دنا            |                           |
| ۲۰۱۵      | شکارچیان خانه                  | خودش           |                           |
| ۲۰۱۷      | خانم دینامیت                   | خودش           | قسمت: «بچه‌ها باید برقصند» |
| ۲۰۲۰      | چرخش                           | مندی دیویس     |                           |